# 內格河 (比克河支流)
51°3′39.83″N 7°51′59.89″E / 51.0610639°N 7.8666361°E
內格河（德語：Neger），是德國的河流，位於該國西部，處於北萊茵-威斯特法倫州，該河流屬於比克河的右支流，流經奧爾珀縣，河道全長3.9公里。